# Ruda (powiat janowski)
Ruda – wieś sołecka w Polsce położona w województwie lubelskim, w powiecie janowskim, w gminie Janów Lubelski.
1 grudnia 1979 część Rudy (24,94 ha) włączono do Janowa Lubelskiego.

## Demografia
W latach 1975–1998 miejscowość należała administracyjnie do województwa tarnobrzeskiego. Według Narodowego Spisu Powszechnego (III 2011 r.) liczyła 459 mieszkańców i była piątą co do wielkości miejscowością gminy Janów Lubelski.

## Części wsi
| SIMC    | Nazwa    | Rodzaj    |
| ------- | -------- | --------- |
| 0794709 | Gróbka   | część wsi |
| 0794715 | Węgliska | część wsi |

## Historia
Już w 1543 roku w okolicach Białej istniała ruda, gdzie zajmowano się eksploatacją żelaza. W 1626 roku wydobywaniem rudy żelaza parało się sześciu rudników, którzy mieli do dyspozycji 3 koła rudne. W połowie XVII wieku wydobycie podupadło, a z końcem wieku całkowicie zanikło. Rudnicy zajęli się wówczas uprawą roli. Na przestrzeni XVIII w. rozwinęła się wokół dawnej rudy osada leśna o charakterze rolniczym. Na początku XIX wieku powstała przy Rudzie osada sukienników niemieckich (tzw. Sukiennia), wchłonięta później przez wieś. Wskutek regulacji gruntów w kluczu janowskim (w latach trzydziestych XIX w.) wieś uległa rozbudowie. Nowi osadnicy otrzymali 7-morgowe działki. W ten sposób powstały tzw. Zagrody w Rudzie. W połowie XIX wieku mieszkało we wsi 20 gospodarzy. Przed 1877 rokiem powstała cegielnia. Na początku XX wieku wzdłuż szosy do Niska powstała tzw. Nowa Ruda. W 1921 roku wieś liczyła 44 domy i 287 mieszkańców. Podczas II wojny światowej spłonęło 5 zabudowań i 2 młyny. W latach siedemdziesiątych część Rudy włączono do Janowa Lubelskiego.